# Thomas Heinrich Gadebusch
Thomas Heinrich Gadebusch, född 11 augusti 1736 i Stolp, död 2 april 1804 i Stockholm, var en tysk jurist och ämbetsman.
Thomas Heinrich Gadebusch var son till metallproberaren vid Pfundkammer i Stralsund Lorenz Gadebusch. Han var gymnast i Stralsund 1745-1752 och inskrevs därefter vid Greifswalds universitet 1754 och Göttingens universitet 1755, blev docent vid Greifswalds universitet och magister där 1759. År 1768 blev Gadebusch sekreterare vid pommerska inrättningskommissionens visitation av pommerska hovrätten och var sekreterare vid 1770 års kommission vid visitation av consistorium ecclesiasticum och Greifswalds akademi. Han var tjänstgörande vid guvernementssekretariatet i början av 1770-talet och blev 1772 professor i tysk och pommersk statsrätt vid Greifswalds universitet 1772. Åren 1794-1795 biträdde han vid pommerska kammarens undersökningar i Stettinarkivet rörande matrikelverket och var från 1796 ledamot av pommerska visitationskommissionen med kansliråds namn, heder och värdighet. Gadebusch blev 1797 ledamot av allmänna statsberedningen i Stockholm och 1798 i pommerska beredningen. Från 1786 var han ledamot av Uppfostringssällskapet.
Thomas Heinrich Gadebusch författade ett flertal verk om svensk och nordtysk historia.